# Lea Fatur
Lea Fatur (ur. 15 listopada 1865 w Zagorju, zm. 1 kwietnia 1943 w Lublanie) – słoweńska pisarka dziecięca i młodzieżowa, poetka i dramaturg.

## Życie
Urodziła się w Zagorju koło Pivki. W latach 1874–1877 uczęszczała do szkoły ludowej w rodzinnej wsi. Edukację ukończyła we włoskiej szkole prowadzonej przez Benedyktynów. Później wraz z bratem przeniosła się do Lublany, gdzie pozostała aż do swojej śmierci. Choć pragnęła zostać nauczycielką, zgodnie z życzeniem rodziców szkoliła się na szwaczkę. Była samoukiem. Nauczyła się języka niemieckiego, francuskiego, włoskiego, łacińskiego i studiowała również słowiańskie języki. Interesowała się także historią. Od dzieciństwa czytała wiele książek rodzimych i zagranicznych autorów. W swoich utworach nigdy nie poruszała tematu swojego skromnego życia, wolała wyrażać w nich swoje marzenia i tęsknoty. Światy kreowane przez nią przepełnia idealizm mieszany z romantyką. Jej ostatnia książka ukazała się w roku 1941. Lea Fatur zmarła 1 kwietnia 1943 w Lublanie. Pochowana została na cmentarzu Žale. Pamiątkowa tablica została umieszczona na ścianie jej rodzinnego domu w Zagorju.

## Twórczość
Pisać zaczęła w wieku lat szesnastu. Była jedynym amatorem i kobietą, która dołączyła do kręgu wykształconych redaktorów katolicko ukierunkowanego magazynu literackiego „Dom in Svet”. Publikowała w czasopismach: „Dom in svet”, „Slovenec”, „Zora”, „Ženski svet”, „Domači prijatelj”, „Orlič”, „Koledar Mohorjeve družbe”, „Slovenski koledar”, lublańskim niemieckojęzycznym dzienniku „Laibacher Zeitung”, „Dobra gospodinja” i „Ilustravani glasnik”. Znana była także za oceanem. Jej utwory drukowano w amerykańsko-słoweńskich gazetach: „Nova domovina”, „Amerikanski Slovenec”, „Clevelandska Amerika”. Pisała również popularyzatorskie artykuły o wychowaniu, utrzymaniu domu, żywieniu, zdrowiu, higienie i ziołach. Pod pseudonimem Magister L. wydała książkę o zielarstwie pt. Zel in plevel. Przez pewien czas autorstwo publikacji błędnie przypisywano Antonowi Slivnikowi, podobnie jak w przypadku utworu Pšenica, najlepši cvet, który uważano za dzieło Kristiny Brenk.

### Opowiadania
Lea Fatur najlepiej odnajdywała się w krótszych formach prozatorskich. Pisała przede wszystkim opowiadania historyczne zanurzone w konwencji romantycznej, wydawane głównie w czasopiśmie „Dom in svet”. Ważne dla pisarki wątki patriotyczno-pansłowiańskie zostały rozwinięte w opowiadaniach historycznych: Burji in strasti, Vilemir (opowieść o wojah Słowian z Turkami), Biseri, Za Adrijo, Komisarjeva hči, Iz naših dni, Črtomir in Bogomila. W postaci książkowej wydała jedynie opowiadanie rozgrywające się w czasie drugiej wojny polsko-szwedzkiej Vislavina odpoved. W 1996 roku po raz pierwszy ukazało się opowiadanie Junakinja zvestobe: povest iz turških časov wiernie oddająca czasy panowania tureckiego sułtana Sulejmana Wielkiego i będąca ciekawą reinterpretacją utworu Jakoba Sketa pt. Miklova Zala.

### Szkice i nowele
W magazynie „Dom in svet” opublikowano również szkice i nowele pisarki, między innymi: Takrat so cvetele akacije; Cvete reseda, dehti jasmin; V žaru juga, Jezerska roža; Skušnja; Domovina; Ko je gorela grmada (utwór wspomina czasy tureckiej okupacji na Bałkanach).

### Dramaty
Chociaż dramat nie znajdował się w centrum jej twórczości, Lea Fatur spróbowała swych sił i w tym rodzaju literackim. W roku 1927 napisała tragedię w trzech aktach Zarika in Šolnčika, jej tytuł zaczerpnęła z ludowej pieśni.

### Pravljice in pripovedke (Baśnie i opowieści)
Lea Fatur miała wrodzony dar do opowiadania, dzięki swoim zdolnościom uchodziła za urodzoną bajkarkę. W roku 1910 w duchu opowieści swojego rodzinnego regionu napisała: Pravljice in pripovedke, zbiór baśni i powiastek, który ukazał się drukiem dopiero na krótko przed śmiercią autorki w 1941 roku.

### Tłumaczenie
Sprawdziła się również w tłumaczeniu z języka słoweńskiego na języki obce, o czym traktuje jej pismo do Simona Gregorčiča. W nim pisarka przyznaje, że przekład, szczególnie poezji, to wymagające zadanie.

## Spis wydanych książek
- Vislavina odpoved (1912)
- Razne povesti Zvonenje v gozdu pri Ptuju (1912)
- Zarika in Sončika (1927)
- Pravljice in pripovedke (1941)
- Pčenica, najlepši cvet (1974)
- Junakinja zvestobe (1996)
- Dom dedov (2000), redakcja Silvo Fatur